# Chikkabasur, Byadgi
Chikkabasur là một làng thuộc tehsil Byadgi, huyện Haveri, bang Karnataka, Ấn Độ.